# Гавиол
Гавиол (англ. Gaviol) — это анимационная студия, которая была основанная 8 июля 2025 года Старожиловым Глебом, и запускает разные мультфильмы, и один из основных её мультфильмов — это Носок, который стал мостом. У неё есть собственное подразделение Gaviol Movies, котооая выпускает разные фильмы.